# Col des Montets
Le col des Montets effectue la liaison entre d'une part la vallée de Chamonix (et plus généralement la vallée de l'Arve) en France, et d'autre part la vallée de Vallorcine (France) et du Trient (canton du Valais, Suisse). Il se situe à 1 461 mètres d'altitude.

## Géographie
Le 46e parallèle passe à proximité du col. Il est matérialisé par une plaque en fer forgé, installée dans le cadre d'un projet éducatif des écoliers de la vallée de Chamonix.
Le torrent appelé l'Eau Noire prend sa source au col des Montets et coule en direction de Vallorcine et de la Suisse.

## Histoire
Le col des Montets est connu de longue date, les Romains l'empruntant déjà.
Le col a permis des relations faciles entre les Chamoniards et les Suisses romands avec qui ils entretenaient des liens économiques.
Depuis 1947, le col des Montets a été gravi six fois par le Tour de France cycliste :
- en 1948, dans l'étape Aix-les-Bains - Lausanne : Apo Lazaridès ;
- en 1959 (ascension hors grand prix de la montagne), dans l'étape Saint-Vincent - Annecy : Charly Gaul et Gérard Saint ;
- en 1963 (classé en 3e catégorie), dans l'étape Val-d'Isère - Chamonix : Federico Bahamontes ;
- en 1966 (classé en 2e catégorie), dans l'étape Ivrée - Chamonix : Edy Schütz ;
- en 1969 (classé en 2e catégorie), dans l'étape Thonon-les-Bains - Chamonix : Roger Pingeon ;
- en 1977 (classé en 3e catégorie), dans l'étape Morzine - Chamonix : Lucien Van Impe.

## Liaison routière et ferroviaire
La ligne de Saint-Gervais-les-Bains-Le Fayet à Vallorcine franchit le col par un tunnel (1 883 m, le plus long de la ligne) nommé tunnel des Montets.
La route départementale 1506 passe par le col. Elle se poursuit en Suisse par la route cantonale 203, où elle permet de rejoindre Martigny via Le Châtelard, Trient et le col de la Forclaz.
La route est régulièrement fermée en hiver, en raison du risque d'avalanches. C'est pourquoi, lors de la construction de la ligne ferroviaire de Saint-Gervais-les-Bains-Le Fayet à Vallorcine, un passage pour piétons a été prévu au côté de la voie, afin de mieux désenclaver la vallée de Vallorcine en hiver. En 1984, ce passage piétons a été transformé en une étroite chaussée carrossable (2,4 m de large). En cas de fermeture du col, la D 1506 est déviée par le tunnel. Un système de circulation alternée trains/automobiles est alors mis en place. Lors des travaux de rénovation de 2012-2014, la chaussée a été élargie à presque 4 m ; la voie ferrée y est désormais encastrée comme une voie de tramway.

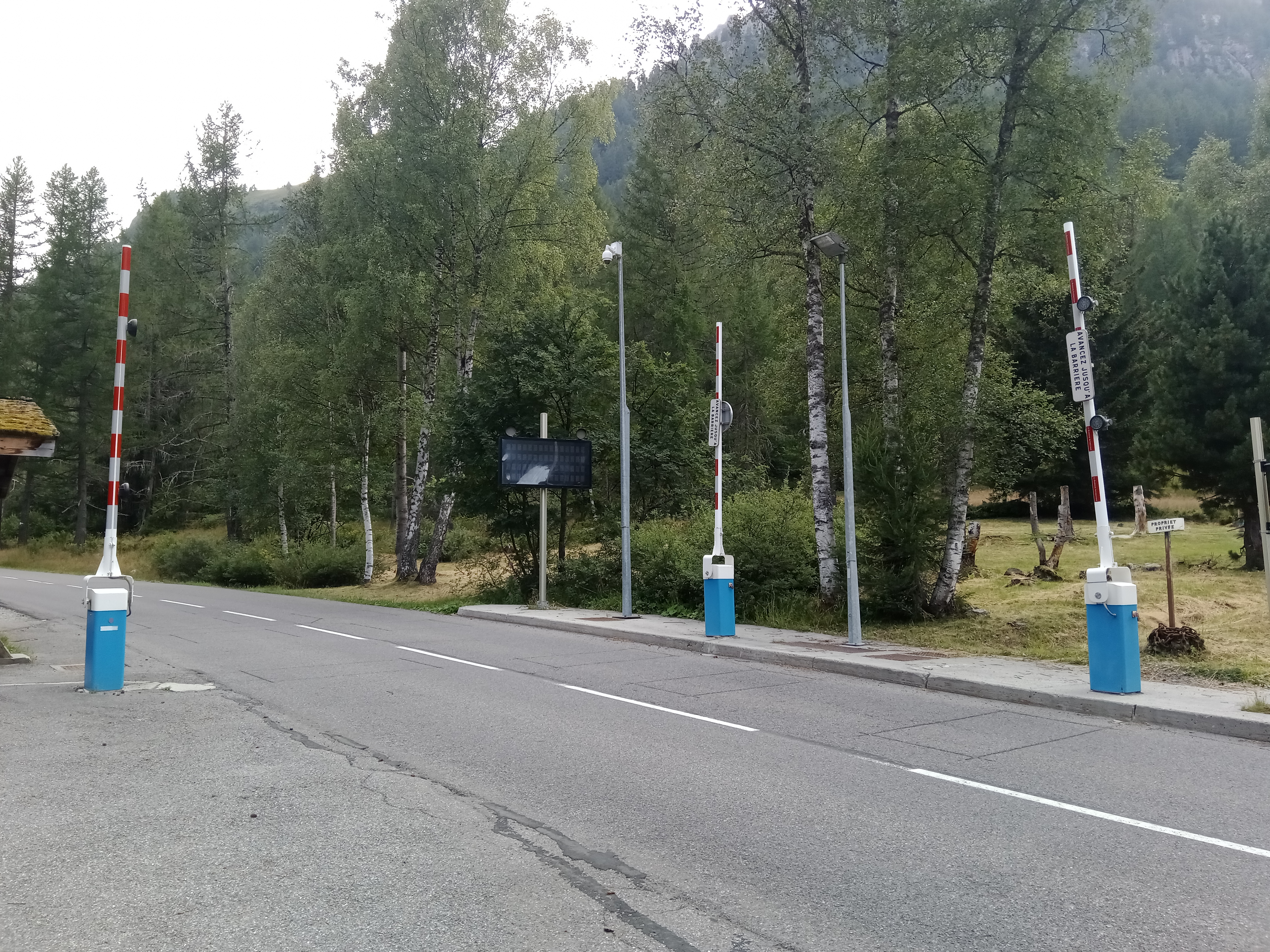
Barrières de régulation du trafic sur la route départementale 1506 entre Vallorcine et le col.
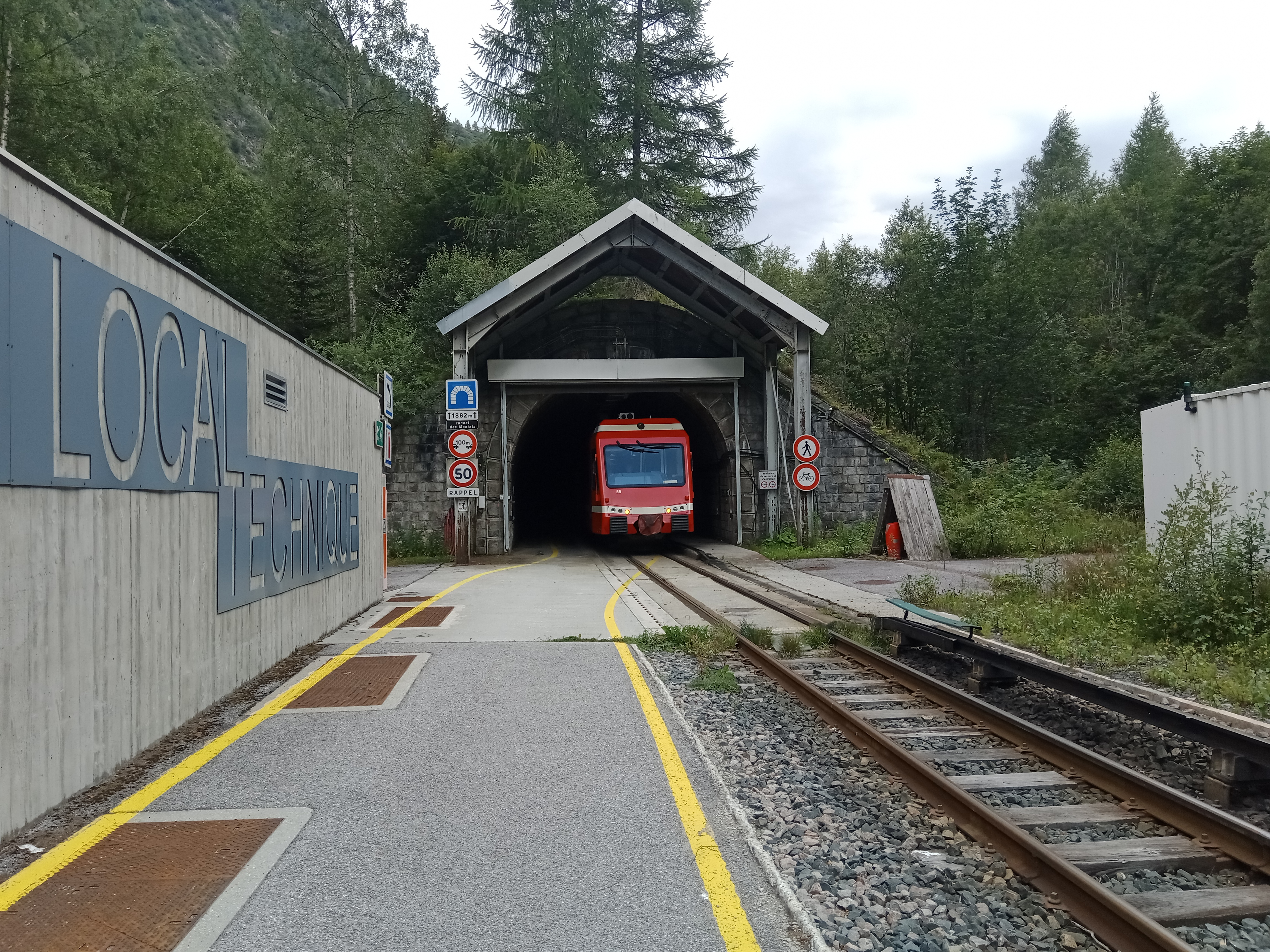
Train sur la ligne de Saint-Gervais-les-Bains-Le Fayet à Vallorcine (frontière) à l'entrée nord du tunnel des Montets.

## Tourisme
Le chalet d'accueil de la réserve naturelle des aiguilles Rouges se situe au col des Montets. Un sentier botanique permet aux visiteurs de découvrir la faune et la flore alpines.